# 大巴窑
大巴窑（英語：Toa Payoh；白話字：Tōa Pa-iô）是位于新加坡中部的一个社区。

## 源说
大巴窑在閩南话是大沼泽的意思。对老一代的前辈，因为这一区的坟场，大巴窑也称“安祥山”。

## 历史
英女王伊丽莎白二世在1976年和2006年里走访大巴窑。
蓮山雙林禪寺又稱雙林寺，創建於1898年，位於大巴窑，是新加坡的古蹟之一。

## 主要设施
- 大巴窑体育场
- 蓮山雙林禪寺
- 雙林城隍廟
- 卫理公会大巴窑礼拜堂

## 伸延閱讀
- Victor R Savage, Brenda S A Yeoh (2003), Toponymics – A Study of Singapore Street Names, Eastern Universities Press, ISBN 981-210-205-1
- Norman Edwards, Peter Keys (1996), Singapore – A Guide to Buildings, Streets, Places, Times Books International, ISBN 9971-65-231-5